# Les Vengeurs de l'Ave Maria
Pour plus de détails, voir Fiche technique et Distribution.
Les Vengeurs de l'Ave Maria (en italien : I vendicatori dell'Ave Maria) est un western italien réalisé par Bitto Albertini (crédité sous le nom d’Al Albert) en 1970.

## Synopsis
En Californie, une troupe de saltimbanques assistent à un hold-up commis par des Mexicains. Ceux-ci s'avèrent être des yankees, et le puissant père de l'un d'eux fait tuer la famille du shérif pour libérer son fils emprisonné. Mais Cathy survit et se venge.

## Fiche technique
- Titre original italien : I vendicatori dell'Ave Maria
- Producteur : Lucio Marcuzzo
- Maisons de production : Caravel Film, Produzioni Atlas Consorziate, Rewind Films
- Photographie : Antonio Modica
- Montage : Luigi Scattini
- Effets spéciaux : Paolo Ricci
- Musique : Piero Umiliani
- Scénographie : Franco Fontana
- Date de sortie en salle en France : 22 mars 1973[1]

## Distribution
- Tony Kendall : John
- Alberto Dell'Acqua : Pete
- Pietro Torrisi (crédité comme Peter Thorrys) : Sam
- Ida Meda (it) : la femme de Sam
- Elena Badile (créditée comme Helen Parker) : Cathy Wilson
- Spartaco Conversi : le père
- Alberto Farnese (crédité comme Albert Farley) : John Parker
- Maria Luisa Gentilini : la tante de Cathy
- Remo Capitani (en) : Pedro Serrano
- Attilio Dottesio : shérif Ferguson
- Arrigo Peri : Stafford